# 霧の向こうに繋がる世界
『霧の向こうに繋がる世界』（きりのむこうにつながるせかい）は、霜月はるか†Revoによるコラボレート・マキシシングルである。2006年6月14日にティームエンタテインメントより発売された。

## 概要
シンガーソングライター・霜月はるかとSound Horizonの主宰・Revoが「霜月はるか†Revo（しもつきはるか クロス レヴォ）」名義でリリース。収録曲それぞれの作詞と作曲を交換し合う形のコラボレートとなっている。
「schwarzweiß 〜霧の向こうに繋がる世界〜」はPlayStation 2専用ゲーム『イリスのアトリエ グランファンタズム』主題歌となっており、キーボードに作曲家・桜庭統が参加。ジャケットイラストは漫画家・イラストレーターの田中久仁彦が担当している。
初回特典にはサイン入りポストカードを封入、購入特典としてライナーノーツ形式のアナザージャケット、オリジナルPC用壁紙のダウンロードURLなどが店舗別に付属していた。

## 収録曲
1. Weiß 〜幻想への誘い〜
作詞：霜月はるか / 作曲：Revo / 編曲：Revo
2. Schwarz 〜そして少女は森の中〜
作詞：Revo / 作曲：霜月はるか / 編曲：Revo
3. schwarzweiß 〜霧の向こうに繋がる世界〜
作詞・作曲・編曲：Revo